# YOU'RE THE ONE (ICHIKOの曲)
「YOU'RE THE ONE」（ユアー・ザ・ワン）は、ICHIKOの6作目のシングル。2008年7月23日にコロムビアミュージックエンタテインメントから発売された。

## 概要
- 前作「I SAY YES」から約1年ぶりのリリース。
- 前作同様『ゼロの使い魔』のタイアップであり、表題曲「YOU'RE THE ONE」は、テレビアニメ『ゼロの使い魔 〜三美姫の輪舞〜』のオープニングテーマ、カップリング曲の「Sweet Angel」は、PlayStation 2ゲーム『ゼロの使い魔 〜迷子の終止符と幾千の交響曲〜』のオープニングテーマである。
- CDジャケットには、ルイズ・フランソワーズ・ル・ブラン・ド・ラ・ヴァリエールが描かれている。

## 収録曲
1. YOU'RE THE ONE
  - 作詞：森由里子、作曲：牧野幸介、編曲：新井理生
  - テレビアニメ『ゼロの使い魔 〜三美姫の輪舞〜』オープニングテーマ
2. Sweet Angel
  - 作詞・作曲：ICHIKO、編曲：新井理生
  - PS2ゲーム『ゼロの使い魔 〜迷子の終止符と幾千の交響曲〜』オープニングテーマ
3. YOU'RE THE ONE（off vocal）
4. Sweet Angel（off vocal）